# استان فوکوشیما
استان فوکوشیما (به ژاپنی: 福島県) یکی از استان‌های کشور ژاپن است. این استان در جزیرهٔ هونشو و ناحیه توهوکو واقع شده‌است. مرکز این استان، شهر فوکوشیما است.
در سدهٔ چهارم، فوکوشیما جزئی از استان یاماتو یعنی جزئی از نخستین منطقهٔ متحد ژاپنی، شد.

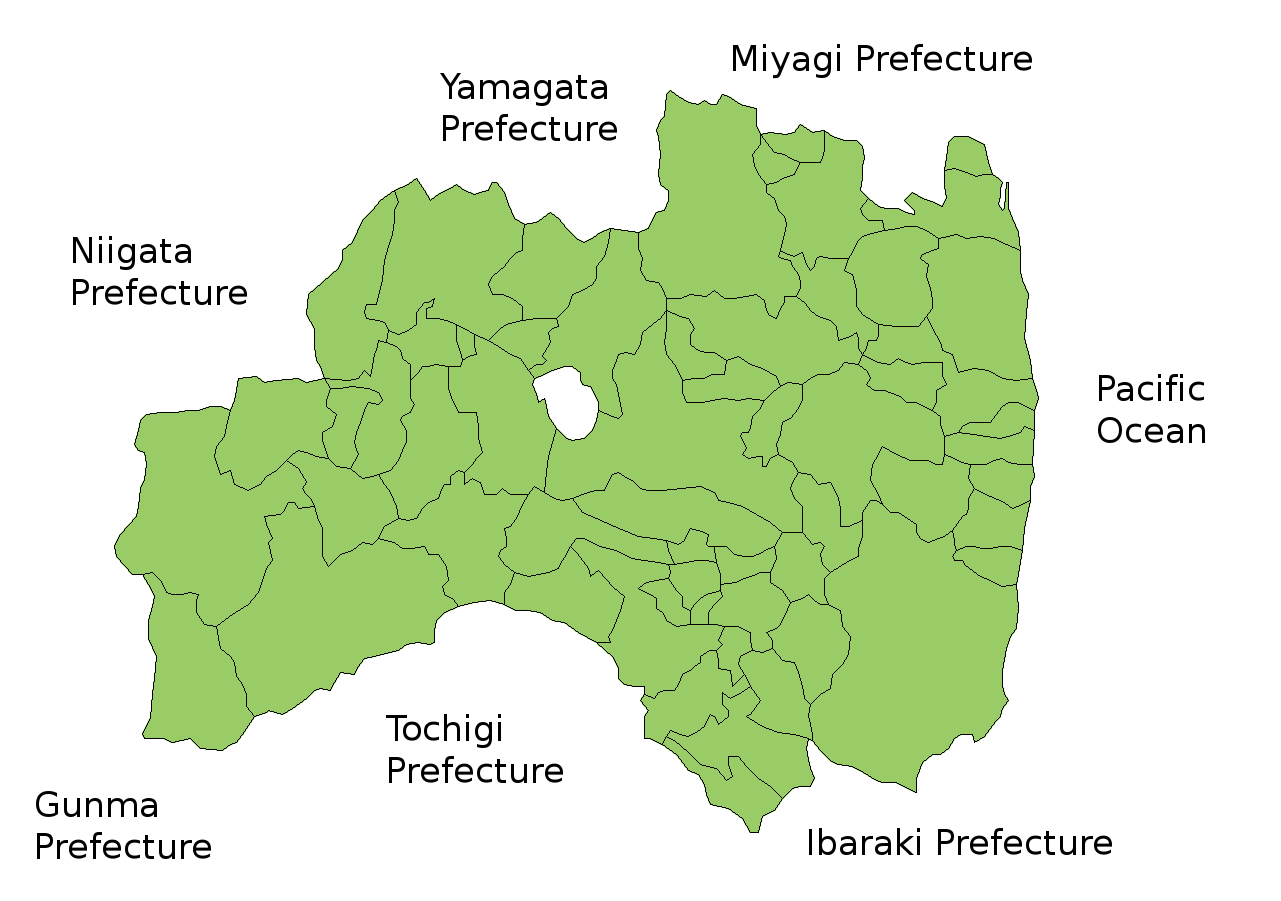

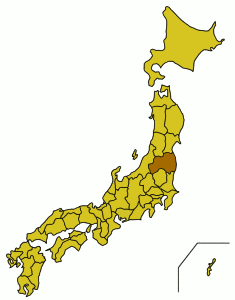